# 憑在論

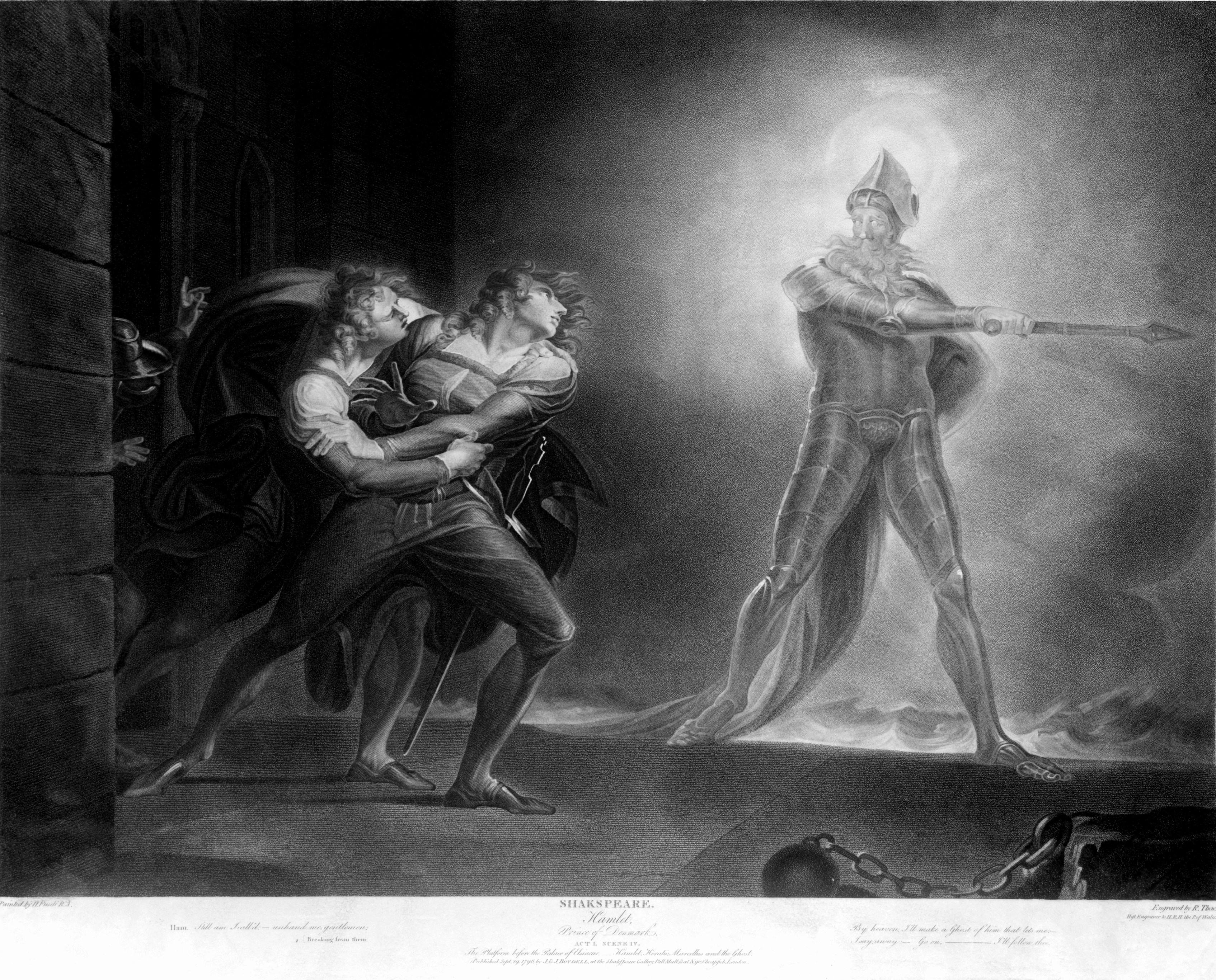
デンマーク王子のハムレット、第1幕、第4場の場面。ヘンリー・フュースリー作(1789)。

憑在論（ひょうざいろん、英: hauntology）とは、亡霊のような方法で、過去の社会的或いは文化的な要素が回帰したり、持続したりすることに関する広範な思想を指す造語であり、フランスの哲学者ジャック・デリダが1993年の著書『マルクスの亡霊』の中で初めて導入した。現在でも、視覚芸術、哲学、電子音楽、人類学、政治学、小説、文学批評などの分野で用いられ続けている。
デリダより先に、クリスティン・ブルック・ローズが1984年のAmalgamemnonの中で「deontological（義務論）」にかけて、「dehauntological」という表現を用いていた。しかし、デリダは「hauntology（憑在論）」という語を、マルクス主義の無時間的な本質と、「墓の向こうから超え出てきて西洋社会に取り付いている」マルクス主義の傾向性を説明するために用いた最初の人物である。この語は存在に内在する時間的かつ存在論的な、分裂状態を描写しており、特に社会的、文化的なものについて、差延された嫡流性に置き換えられる。この概念は脱構築に由来している。脱構築においては、同一性の正嫡性あるいは歴史を位置づける試みは、不可避的に「常に既に」存在する言語的条件の集合に依拠しなければならない。『マルクスの亡霊』の主眼であるにもかかわらず、この本に「憑在論」という語は三回しか登場しないし、まったく一貫性の無い用いられ方をしている。
2000年代に入ると、この用語は理論家のサイモン・レイノルズとマーク・フィッシャーによってミュージシャンへと適用されることになる。彼らは、時間的分裂、レトロフューチャー、文化的記憶、過去への固執に関する思想を模索したと言われている。また、憑在論は、メディアや理論の様々な形式における批評家のレンズとして用いられている。それには音楽、美学、政治理論、建築、アフリカ未来主義、アフロフューチャリズム、新未来主義、メタモダニズム、人類学、精神分析などが含まれる。この概念の理解の困難さのために、一貫性のある定義をしている著者は存在しない。

## 展開

### 先駆者
憑依と幽霊の物語は千年前には既に存在しており、19世紀の西洋で最盛期に達した。カルチュラルスタディーズにおいては、デリダよりもテリー・キャッスル(The Apparitional Lesbian)とアンソニー・ヴィドラー(The Architectural Uncanny)が先であった。

### 『マルクスの亡霊』
「憑在論」はデリダの『マルクスの亡霊』におけるカール・マルクス論に由来し、より具体的には、共産党宣言におけるマルクスの「亡霊がヨーロッパに取り付いている―共産主義の亡霊が」という文についての議論で初めて用いられている。デリダは、シェイクスピアのハムレット、特に名前だけの登場人物のセリフ「今の世の中はだらしない」に求めた。この語にはわざと「存在論(ontology)」に近い発音が当てられている。フランス語では、"Hantologie" [ɑ̃tɔlɔʒi]と"Ontologie"[ɔ̃tɔlɔʒi]である。
デリダの脱構築理論や、痕跡や差異についての概念群といった以前の仕事が、憑在論の定式化に役立つ。基本的な主張としては、純粋な起源となる時点というものは存在せず、ただ「常に既に不在がある」ということである。デリダは憑在論を存在論より強力であると見なしているだけでなく、「それ(憑在論)は自身の中に終末論と目的論それ自体を抱くだろう」としている。『マルクスの亡霊』は、ソ連の崩壊後であり、特にフランシス・フクヤマが資本主義が他の政治的、経済的体制に対して最終的に勝利し、「歴史の終わり」に達したと主張した後に書かれており、共産主義の「死」というものが最大の関心事であったことに特徴づけられている。

『マルクスの亡霊』の中心的主題であったにもかかわらず、憑在論という語は本の中に三回しか登場していない。ピーター・ブーゼとアンドリュー・スコットはデリダの憑在論概念について議論する中でこう説明している。

### 音楽
2000年代に、この用語はポストモダニティの中に見つかる逆説に関する批評家達によって取り上げられた。特に現代文化が持つ、レトロな美的感覚の持続的なリサイクルや古い社会体制からの逃走の不能性に関してである。マーク・フィッシャーやサイモン・レイノルズなど著者は、このような時間的分裂や「失われた未来」に関するノスタルジアに満たされた音楽の美的感覚を説明するために、「憑在論」を引き合いに出した。いわゆる「憑在論的」音楽家は、時間的分裂やレトロヒューチャリズム、文化的記憶、過去への固執に関するアイデアを探求する者であるとして描写される。